# 短舌花金鈕扣
短舌花金鈕扣（学名：Acmella brachyglossa）为菊科金鈕扣屬下的一个种。

## 扩展阅读
- 維基物種上的相關：短舌花金鈕扣